# The Stoned Immaculate
Albums de Curren$y
Muscle Car Chronicles
(2012)
Singles
1. What It Look Like
Sortie : 10 avril 2012
2. Jet Life
Sortie : 28 mai 2012

The Stoned Immaculate est le septième album studio du rappeur Curren$y, sorti le 5 juin 2012.
L'album s'est classé 2e au Top R&B/Hip-Hop Albums et au Top Rap Albums, 5e au Top Digital Albums et 8e au Billboard 200.

## Liste des titres
| No  | Titre                                            | Contient un (des) sample(s) de                                         | Durée |
| --- | ------------------------------------------------ | ---------------------------------------------------------------------- | ----- |
| 1.  | What It Look Like (featuring Wale)               |                                                                        | 4:08  |
| 2.  | Privacy Glass                                    |                                                                        | 3:40  |
| 3.  | Armoire (featuring Young Roddy & Trademark)      |                                                                        | 3:53  |
| 4.  | Take You There (featuring Marsha Ambrosius)      |                                                                        | 3:23  |
| 5.  | Showroom                                         | Tryin' to Get the Feeling Again de Barry Manilow In da Club de 50 Cent | 4:08  |
| 6.  | Capitol (featuring 2 Chainz)                     | Settle for My Love de Patrice Rushen                                   | 5:05  |
| 7.  | No Squares (featuring Wiz Khalifa)               | Revenge Falling de Cris Velasco Airborne Aquarium de Curren$y          | 5:14  |
| 8.  | Sunroof (featuring Corner Boy P)                 | Na Boca Do Sol d'Arthur Verocai (pt)                                   | 4:34  |
| 9.  | Chasin' Paper (featuring Pharrell)               | Ooh Child des Five Stairsteps                                          | 3:45  |
| 10. | That's The Thing (featuring Estelle)             |                                                                        | 4:02  |
| 11. | Chandelier                                       |                                                                        | 5:07  |
| 12. | Fast Cars Faster Women (featuring Daz Dillinger) |                                                                        | 3:45  |
| 13. | Jet Life (featuring Big K.R.I.T. & Wiz Khalifa)  |                                                                        | 4:25  |

| 14. | Audio Dope III                             | Pursuit de Georges Hatzinassios (el) | 2:43 |
| 15. | One More Time                              | Why Can’t We Fall in Love de Deniece Williams                                                                                           | 4:03 |
| 16. | J.L.R. (featuring Young Roddy & Smoke DZA) | Through the Wire (Version vidéo) de Kanye West Love Theme de Kazuya Senke et Yūji Ōno Life Instructions de Curren$y featuring Smoke DZA | 4:39 |